# Бочаров Роман Олександрович
Рома́н Олекса́ндрович Бочаро́в (нар. 5 листопада 1975 — 1 січня 2016) — старший солдат Збройних сил України, учасник російсько-української війни.

## Життєпис
Народився 1975 року в місті Луганськ. Займався приватним підприємництвом, згодом був пресвітером у церкві. Захоплювався полюванням, мав мисливську зброю.
З початком антидержавних збройних проявів на сході весною 2014 року пішов добровольцем захищати свою Батьківщину, долучившися до батальйону «Тимур». Після потрапляння Темура Юлдашева у полон Роман виїхав до Дніпропетровська та приєднався до батальйону МВС «Дніпро-1». Був командиром 2-го взводу 5-ї «донецької» роти, молодший сержант міліції.
Брав участь у боях за Маріуполь, Піски та Донецький аеропорт. Розвідувальна група «Санти» здійснювала «вилазки» у Донецьк на автомобілі.
2015 року перейшов до ЗСУ — в 3-й полк спеціального призначення; старший солдат, військовослужбовець 2-го загону.
Помер 1 січня 2016 року від поранень, котрих зазнав під час несення служби у Краматорську.
6 січня 2016-го з Романом попрощалися у військовій частині в Кропивницькому. Похований в Києві на Лісовому кладовищі.
Без Романа лишилися дружина та три доньки; родина має статус переселенців, проживає біля Києва.

## Нагороди та вшанування
- Нагрудний знак «За оборону Донецького аеропорту» (посмертно)
- Його портрет розміщений на меморіалі «Стіна пам'яті полеглих за Україну» у Києві: секція 8, ряд 4, місце 15[6]
- Недержавний орден “За оборону країни” (2015)[7]
- Посмертно присвоєно звання «Герой-захисник Вітчизни» Києво-Святошинського району (рішення Києво-Святошинської районної ради № 203-15-VІІ від 20.12.2016)[8]
- Пам'ятна відзнака "ХРЕСТ ПЕРЕМОГИ. ПІСКИ" (посмертно) — 2019 р.[9]

## Відображення в мистецтві
Донька Амалія продовжує писати батькові листи, тепер вже «на небо». Дізнавшись про це гурт «Широкий лан» присвятив доньці і батьку пісню «Татові на небо».